# 河芳
河芳（1972年3月31日—）是越南流行女歌手，本名陳氏河芳（Trần Thị Hà Phương），生于南越西貢。她的丈夫在黑石集团任職，一家人居住在美國紐約。